# N. Chandrababu Naidu
Nara Chandrababu Naidu (20 de abril de 1950) é um político indiano. Assumiu em 2014 como Ministro-Chefe do estado de Andhra Pradesh. Ele é o primeiro ministro-chefe do estado desde que foi dividido. Atualmente, ele é presidente nacional do Partido Telugu Desam.
Naidu ganhou uma série de prêmios, incluindo o Índiano do Milênio da revista India Today, Pessoa de Negócios do Ano pela revista The Economic Times, além de participar do Fórum Econômico Mundial.

## Início da vida e educação

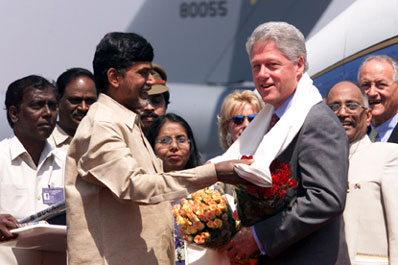
Naidu cumprimentando Bill Clinton, em 2000.

Naidu nasceu em 20 de abril de 1950, em Naravaripalle, Chittor distrito, Andhra Pradesh. Seu pai, N. Kharjura Naidu, trabalhava na agricultura e sua mãe Amanamma era dona de casa. Na sua aldeia não tinha escola, tendo que frequentar a escola primária em Seshapuram até os cinco anos e depois frequentou a Chandragiri Government High School onde tinha que andar 11 km todos os dias. Ele foi para Tirupati para sua educação superior, concluindo seu bacharelado em 1972.

## Carreira legislativa, 1978-1983
Naidu tornou-se membro do Congresso em 1978. Foi nomeado ministro com 28 anos de idade, sendo o mais jovem ministro.

## Ministro-Chefe (1995-2004)
Como ministro-chefe, Naidu defendeu a curto prazo desenvolver a economia de Andhra Pradesh. Tanto Bill Clinton (Presidente dos Estados Unidos na época) e Tony Blair (Primeiro-Ministro do Reino Unido na época) visitaram Hyderabad e reuniu-se com Naidu enquanto ele foi ministro-chefe.
Durante esse período a revista norte-americana Time o nomeou como o notório sul-asiático do Ano.